# Sarah Perlak
Sarah Perlak is een bestuurslaag in het regentschap Aceh Barat van de provincie Atjeh, Indonesië. Sarah Perlak telt 190 inwoners (volkstelling 2010).